# Tyson Alualu
(en) Statistiques sur pro-football-reference
Tyson Alualu (né le 12 mai 1987 à Honolulu) est un joueur américain de football américain. Il joue actuellement avec les Steelers de Pittsburgh dans la National Football League (NFL).

## Biographie

### Jeunesse
Tyson est né à Honolulu. Il a sept sœurs et un frère. Il va à la Saint Louis School de Hawaii et diplômé en 2005. Il est nommé dans l'équipe de la saison pour l'île d'Hawaï. Il est classé comme le second meilleur joueur de l'île au niveau du lycée et 24e au niveau des États-Unis au poste de defensive tackle. Lors de sa dernière saison, il fait sept sacks et 59 plaquages.

### Carrière universitaire
Lors de sa première saison avec l'université de Californie, il joue les treize matchs de la saison. Il est nommé dans la seconde équipe-type de la saison 2008 de la conférence Pac-10 et dans la première équipe-type en 2009. Il représente les Golden Bears lors du Senior Bowl en 2010, finissant le match avec un sack, un fumble provoqué et un récupéré.

### Carrière professionnelle
Tyson Alualu est sélectionné au premier tour du draft de la NFL de 2010 par les Jaguars de Jacksonville, en 10e position. Ce choix de la part de la franchise des Jaguars est la plus grosse surprise de la draft selon les experts,. Le consultant Mike Mayock déclare lors de la draft sur NFL Network que c'était un de ses joueurs préférés dans cette draft. Le 2 août 2010, Tyson signe un contrat de cinq ans avec Jacksonville, ayant une valeur de 28 millions de dollars.
Lors de son premier match en professionnel le 12 septembre 2010, il effectue un sack contre les Broncos de Denver. Alualu joue les 16 matchs de la saison comme titulaire, réalisant 38 plaquages et 3,5 sacks. Il est nommé dans l'équipe-type des débutants de la saison 2010 par de nombreux organismes.
Après sept saisons avec les Jaguars, il rejoint les Steelers de Pittsburgh en mars 2017.